# Mukrampur Khema
Mukrampur Khema es  una ciudad censal situado en el distrito de Bijnor en el estado de Uttar Pradesh (India). Su población es de 14089 habitantes (2011). 

## Demografía
Según el  censo de 2011 la población de Mukrampur Khema era de 14089 habitantes, de los cuales 7304 eran hombres y 6785 eran mujeres. Mukrampur Khema tiene una tasa media de alfabetización del 76,12%, superior a la media estatal del 67,68%: la alfabetización masculina es del 81,68%, y la alfabetización femenina del 70,18%.